# Cpo (casa discografica)
La cpo (Classic Produktion Osnabrück) è un'etichetta discografica tedesca che produce dischi di musica classica e ha sede a Georgsmarienhütte, nella Bassa Sassonia.

## Storia
Fondata nel 1986 da Georg Ortmann, la casa discografica ha come sua specifica missione quella di colmare quelle parti del repertorio classico che ancora non sono presenti sul mercato discografico, ponendo una particolare attenzione sulla musica del periodo romantico, tardo-romantico e del XX secolo.
La cpo ha pubblicato interi cicli di registrazioni di sinfonie, concerti e musica da camera di autori appartenenti a questo periodo storico tra i quali ricordiamo: Paul Hindemith, Erich Wolfgang Korngold (l'intera opera orchestrale), Hans Pfitzner, Benjamin Frankel, Ahmed Adnan Saygun, Ferdinand Ries, Friedrich Ernst Fesca, Richard Wetz, Kurt Atterberg, Allan Pettersson, Wilhelm Peterson-Berger, Ture Rangström, George Onslow, Anton Reicha, Louis Spohr e Josef Tal.
È l'etichetta discografica madre che fa capo al negozio online tedesco jpc.